# Felix du Pont
Alexis Felix du Pont jr., född 2 oktober 1905 i Wilmington Delaware, död 30 december 1996, var en amerikansk flygpionjär och militär. Han var son till Alexis Felix du Pont sr. och bror till Richard du Pont
du Pont blev tidigt intresserad av flygning och sökte sig till Air Corps Flying School där han utnämndes till militärpilot 1928. Han fortsatte därefter studierna vid Princeton University och han anställdes som testpilot vid Fokker Aircraft Company 1930.
Han lämnade pilotjobbet och arbetade under fem år för det familjeägda DuPont, men hans intresse för flygning blev inte stimulerat och han bestämde sig för att lämna företaget.
Tillsammans med sin bror Richard startade han postflygbolaget All American Aviation Company som via namnbyte till Allegheny Airlines slutligen blev US Airways. Han kom senare att utnämnas till direktör i helikoptertillverkaren Piasecki Helicopter Co.
Under andra världskriget tjänstgjorde han på olika poster i Stilla havet. När hans bror Richard omkom vid ett flyghaveri 1943, ombads han att efterträda honom som ledare för försvarsdepartementets segelflygprogram vid Wright-Patterson Air Force Base. Efter krigsslutet återvände han till civil verksamhet.